# نوآ امریک
نوآ امریک (انگلیسی: Noah Emmerich؛ زادهٔ ۲۷ فوریهٔ ۱۹۶۵) هنرپیشهٔ اهل ایالات متحده آمریکا است که در سال ۲۰۱۹ برندهٔ جایزه گزینش منتقدان تلویزیون بهترین بازیگر مکمل مرد در مجموعه درام شد.

## فیلم‌شناسی
از فیلم‌ها یا برنامه‌های تلویزیونی که وی در آن نقش داشته‌است می‌توان به نمایش ترومن، موبایل، سوپر ۸، کاپ لند، فراتر از مرزها، دختران زیبا، بچه‌های کوچک، بازی منصفانه، عروسی وایلد، رمزگویان باد، همدردی برای طعم خوش و جولی جانسون اشاره کرد.